# Waldhaus Starkenbrunnen
Das Waldhaus Starkenbrunnen ist eine vom Ortsverein Pirmasens-Starkenbrunnen des Pfälzerwald-Vereins seit 1937 bewirtschaftete Schutzhütte im Pfälzerwald. Sie befindet sich östlich der Stadt Pirmasens. Die Hütte liegt in einer Höhe von 303 m. Sie bietet Übernachtungsmöglichkeiten an. Der Name der Hütte leitet sich vom nahegelegenen Naturdenkmal ND-7317-205 und Ritterstein Nr. 223 Starkenbrunnen ab. Mit den anderen Häusern des Pfälzerwald-Vereins ist es seit 2021 mit dem Eintrag Pfälzerwaldhütten-Kultur Bestandteil des Immateriellen Kulturerbes in Deutschland der deutschen UNESCO-Kommission.

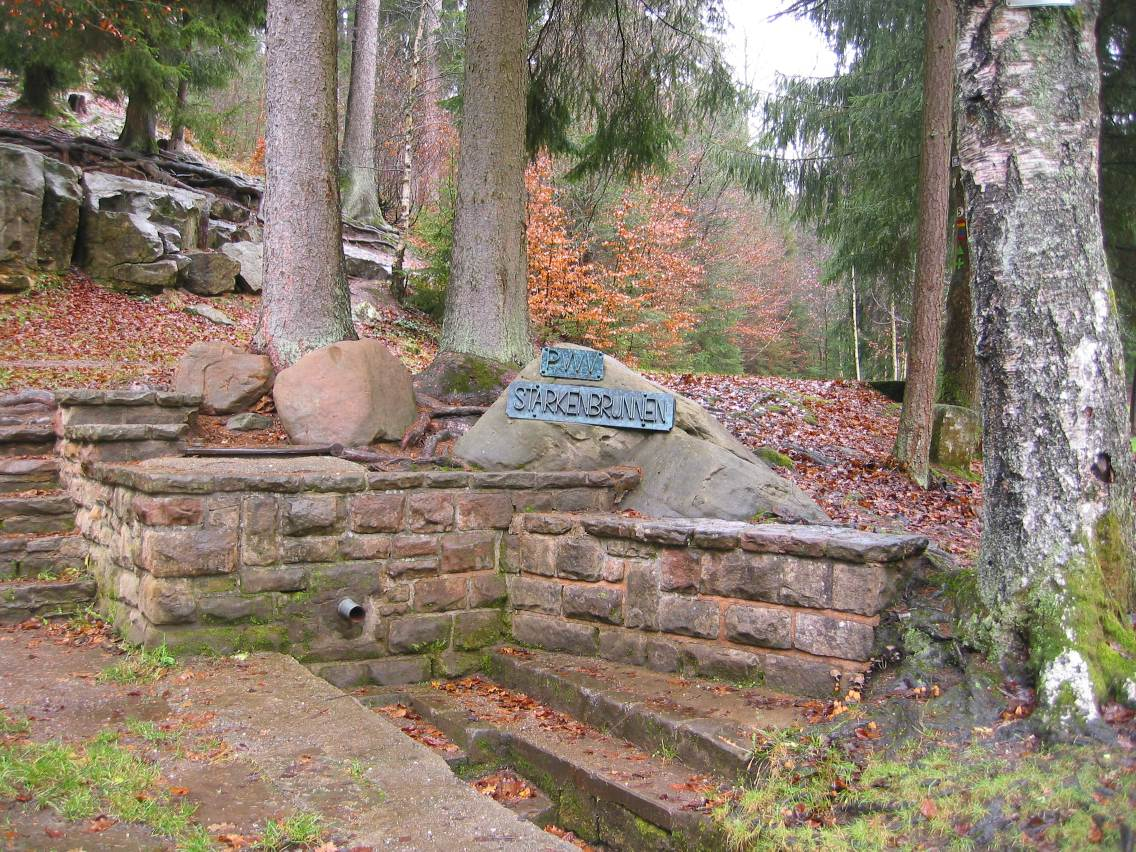
Starkenbrunnen

## Geschichte
Der im Jahr 1910 gegründete Wanderverein „Wald-Heil“ 1910 Pirmasens e.V. errichtete 1927 eine erste Holzhütte am Starkenbrunnen. Der Verein trat 1934 dem Pfälzerwaldverein bei. Im Jahr 1936 erfolgte die Grundsteinlegung und 1937 die Eröffnung des gemauerten Waldhauses. Ein Umbau und eine Modernisierung wurde im Jahr 1982 durchgeführt.

## Lage
Die Hütte liegt am nördlichen Rand der Gemarkung Lemberg direkt an den Grenzen zu den Gemarkungen von Münchweiler und Pirmasens in dem von Starkenbrunnenbach durchflossenen, etwa 1,4 Kilometer langen Seitental der Rodalb. Das als Westrich bezeichnetes Waldgebiet wird im Norden durch das Tal des Lamsbaches, im Süden durch das Tal der Rodalb, westlich durch den Stadtteil Ruhbank von Pirmasens und östlich durch die Gemeinde Ruppertsweiler begrenzt. Wesentliche Erhebungen sind der Kleine (404,1 m) und Große Arius (448,3 m). Im Waldgebiet befinden sich zahlreiche markante Buntsandsteinformationen, wie z. B. die Schillerwand, der Gebrochene Fels, das Felsentor und der Kanzelfels.

## Zugänge und Wanderungen

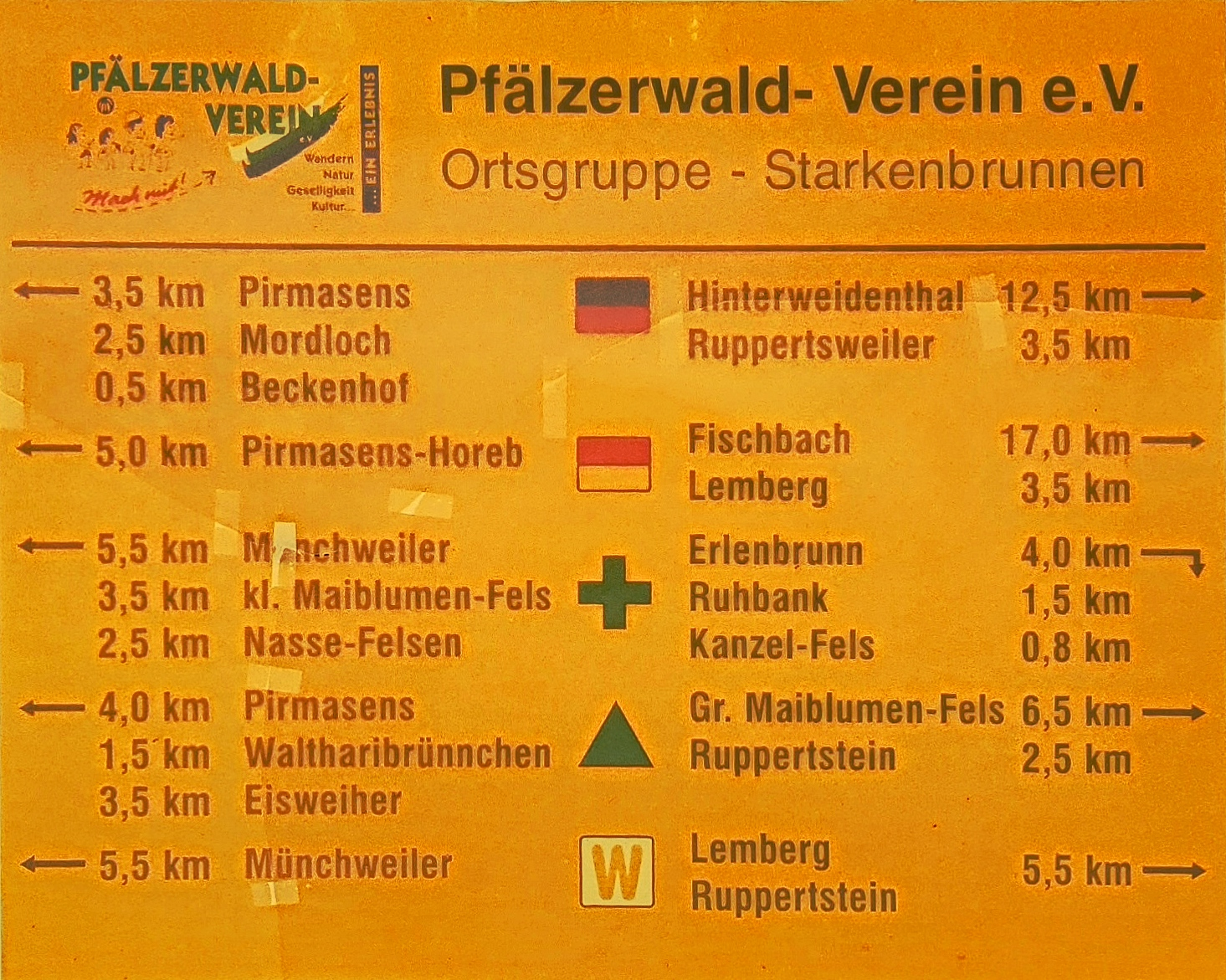
Wandertafel an der Hütte

Die Hütte kann per PKW oder zu Fuß erreicht werden. Ein Wandererparkplatz befindet sich etwa 400 m entfernt an der Kreisstraße 36. Zahlreiche markierte Wanderwege wie die Verbindungsroute zwischen der Nord- und Südroute der Pfälzer Jakobswege passieren die Hütte. Die Hütte kann als Ausgangs- oder Zwischenstation des zertifizierten Premiumwanderweges Pirmasenser Felsenwald genutzt werden. Lokale Wanderwege können zum Großen Arius, zur Ruine Ruppertstein oder zur Burg Lemberg führen. Benachbarte Hütten des Pfälzerwald-Vereins sind die Gräfensteinhütte, das Hilschberghaus, das Waldhaus Drei Buchen, die Fritz-Claus-Hütte und die Grieswaldhütte.